# سیارک ۳۳۶۹
سیارک ۳۳۶۹ (به انگلیسی: 3369 Freuchen، نامگذاری:1985UZ) سه هزار و سیصد و شصت و نهمین سیارک کشف شده‌است که در ۱۸ اکتبر ۱۹۸۵ کشف شد.
قدر مطلق سیارک برابر ۱۲٫۰۰ است.